# 13564 Kodomomiraikan
13564 Kodomomiraikan eller 1992 UH1 är en asteroid i huvudbältet som upptäcktes 19 oktober 1992 av de båda japanska astronomerna Kazuro Watanabe och Masayuki Yanai vid Kitami-observatoriet. Den är uppkallad efter Kodomomiraikan.
Asteroiden har en diameter på ungefär 2 kilometer.